# Campeonato Europeo de Pentatlón Moderno de 2010
El XIX Campeonato Europeo de Pentatlón Moderno se celebró en Debrecen (Hungría) entre el 15 y el 20 de julio de 2010 bajo la organización de la Unión Internacional de Pentatlón Moderno (UIPM) y la Federación Húngara de Pentatlón Moderno.

## Masculino

### Individual
| Puesto | Atleta         | País            | ESG | NAT  | HÍP  | CAR + TIR | Total |
| ------ | -------------- | --------------- | --- | ---- | ---- | --------- | ----- |
| Oro    | David Svoboda  | República Checa | 928 | 1284 | 1060 | 2540      | 5812  |
| Plata  | Samuel Weale   | Reino Unido     | 856 | 1284 | 1160 | 2476      | 5776  |
| Bronce | Stefan Köllner | Alemania        | 880 | 1204 | 1140 | 2508      | 5732  |

### Equipos
| Puesto | País            | ESG  | NAT  | HÍP  | CAR + TIR | Total  |
| ------ | --------------- | ---- | ---- | ---- | --------- | ------ |
| Oro    | República Checa | 2496 | 3848 | 3364 | 7264      | 16.972 |
| Plata  | Alemania        | 2640 | 3608 | 3460 | 7264      | 16.972 |
| Bronce | Lituania        | 2328 | 3872 | 3516 | 7216      | 16.932 |

### Por relevos
| Puesto | Atletas                                                | País     | ESG | NAT  | HÍP  | CAR + TIR | Total |
| ------ | ------------------------------------------------------ | -------- | --- | ---- | ---- | --------- | ----- |
| Oro    | Ádám Marosi Róbert Kasza Róbert Németh                 | Hungría  | 902 | 1308 | 1100 | 2896      | 6206  |
| Plata  | Bartosz Majewski Szymon Staśkiewicz Tomasz Chmielewski | Polonia  | 832 | 1204 | 1058 | 2992      | 6086  |
| Bronce | Justinas Kinderis Edvinas Krungolcas Tomas Makarovas   | Lituania | 846 | 1268 | 1140 | 2808      | 6062  |

## Femenino

### Individual
| Puesto | Atleta          | País     | ESG | NAT  | HÍP  | CAR + TIR | Total |
| ------ | --------------- | -------- | --- | ---- | ---- | --------- | ----- |
| Oro    | Amélie Cazé     | Francia  | 952 | 1200 | 1200 | 2048      | 5400  |
| Plata  | Lena Schöneborn | Alemania | 976 | 1112 | 1120 | 2184      | 5392  |
| Bronce | Donata Rimšaitė | Lituania | 904 | 1112 | 1140 | 2196      | 5352  |

### Equipos
| Puesto | País        | ESG  | NAT  | HÍP  | CAR + TIR | Total  |
| ------ | ----------- | ---- | ---- | ---- | --------- | ------ |
| Oro    | Alemania    | 2376 | 3360 | 3500 | 6388      | 15.624 |
| Plata  | Hungría     | 2424 | 3596 | 3508 | 6028      | 15.556 |
| Bronce | Reino Unido | 2568 | 3424 | 3532 | 5940      | 15.464 |

### Por relevos
| Puesto | Atletas                                              | País     | ESG | NAT  | HÍP  | CAR + TIR | Total |
| ------ | ---------------------------------------------------- | -------- | --- | ---- | ---- | --------- | ----- |
| Oro    | Leila Gyenesei Sarolta Kovács Adrienn Tóth           | Hungría  | 840 | 1168 | 1074 | 2284      | 5366  |
| Plata  | Lena Schöneborn Eva Trautmann Annika Schleu          | Alemania | 696 | 1040 | 1180 | 2408      | 5324  |
| Bronce | Paulina Boenisz Sylwia Czwojdzińska Katarzyna Wójcik | Polonia  | 940 | 948  | 1140 | 2272      | 5300  |

## Medallero
| Núm. | País            | Oro | Plata | Bronce | Total |
| ---- | --------------- | --- | ----- | ------ | ----- |
| 1    | Hungría         | 2   | 1     | 0      | 3     |
| 2    | República Checa | 2   | 0     | 0      | 2     |
| 3    | Alemania        | 1   | 3     | 1      | 5     |
| 4    | Francia         | 1   | 0     | 0      | 1     |
| 5    | Polonia         | 0   | 1     | 1      | 2     |
| 5    | Reino Unido     | 0   | 1     | 1      | 2     |
| 7    | Lituania        | 0   | 0     | 3      | 3     |
|      | TOTAL           | 6   | 6     | 6      | 18    |